# São Filipe (plaats)
São Filipe (Kaapverdisch-Creools: San Filipi) is een stad in Kaapverdië. Het is gelegen aan de zuidwestkant van het eiland Fogo, en staat bekend om zijn zwarte zandstrand. Tevens ligt het vliegveld van het eiland (Luchthaven São Filipe) aan de zuidzijde van de stad, is er een haven aan de noordzijde en heeft de stad een gevangenis. Vanuit de stad kun je het naburige eiland Brava zien liggen.

## Geschiedenis
De stad São Filipe is gesticht in de 16e eeuw, en is een van de oudste steden van Kaapverdië. In 1655 is São Filipe verwoest door Vlaamse piraten.

## Oude stad
De oude stad is omringd door een stenen muur en bestaat uit een hoger en een lager gedeelte (Bila Riba en Bila Baxo). Kenmerkend voor deze delen zijn de smalle geplaveide straatjes met oude koloniale huizen. In het lagere deel zijn de straatjes onregelmatig en hier bevindt zich het stadhuis en de markt. In het hogere deel is een park en bevindt zich ook het belangrijkste plein van de stad.  Het historische stadscentrum staat sinds 2004 op de tentatieve lijst voor Werelderfgoed van de UNESCO.

## Impressie

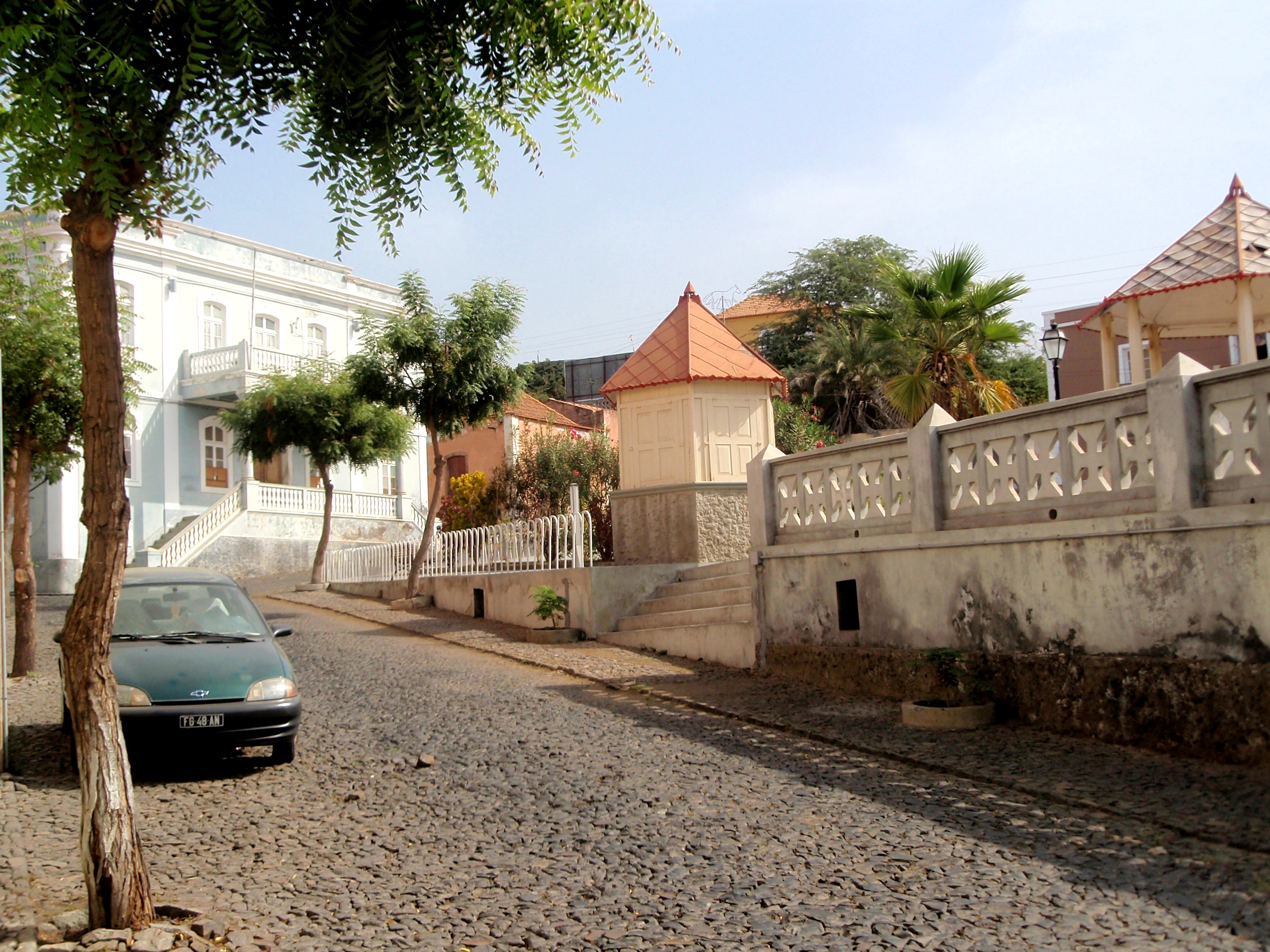
São Filipe
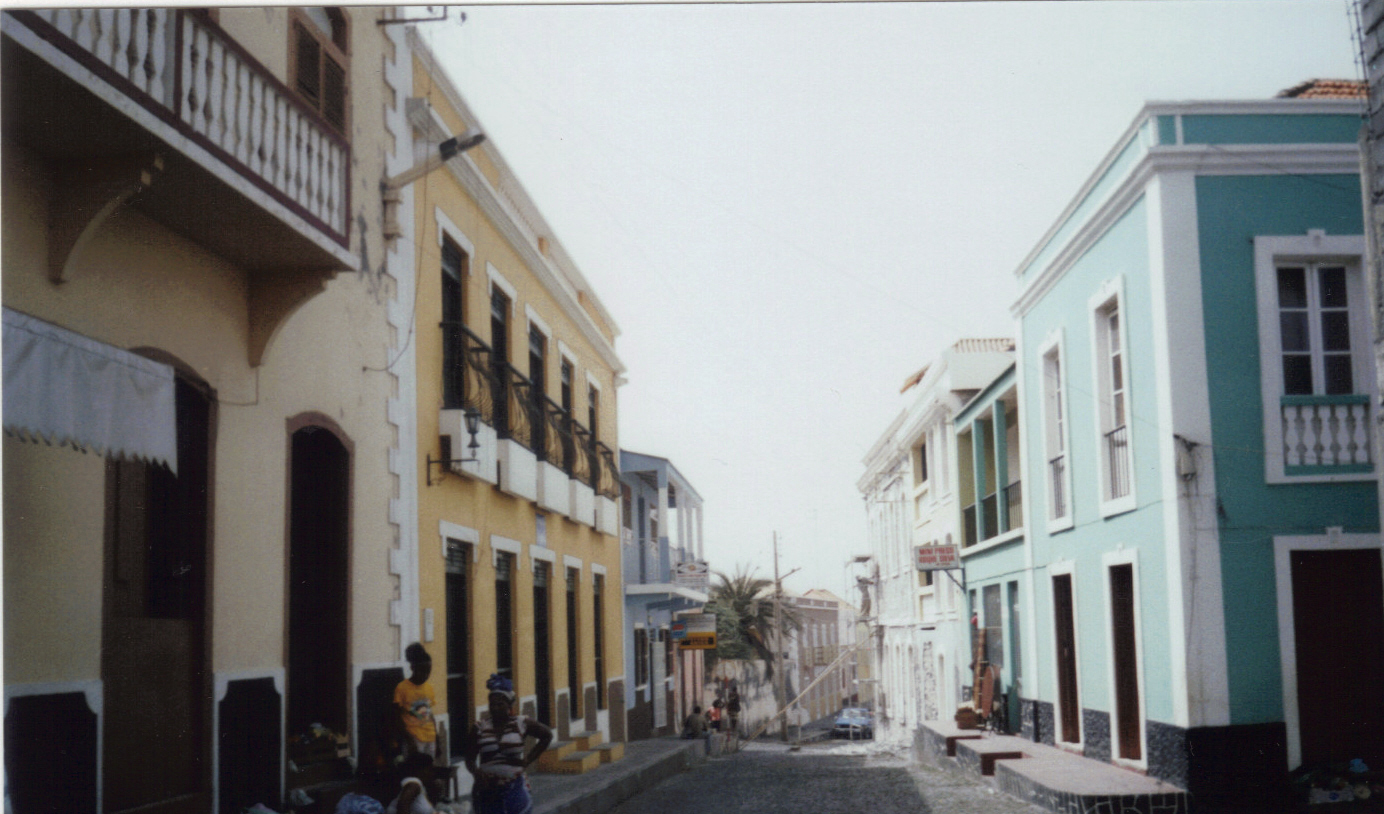
São Filipe
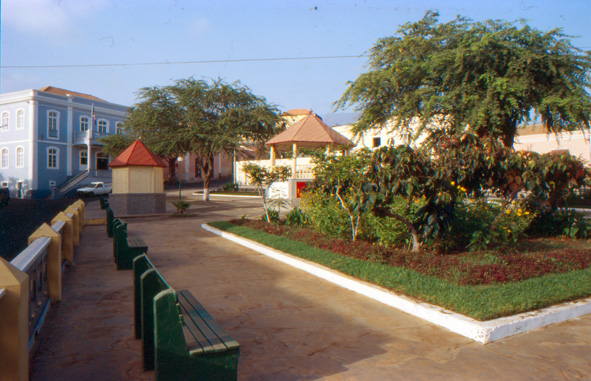
São Filipe
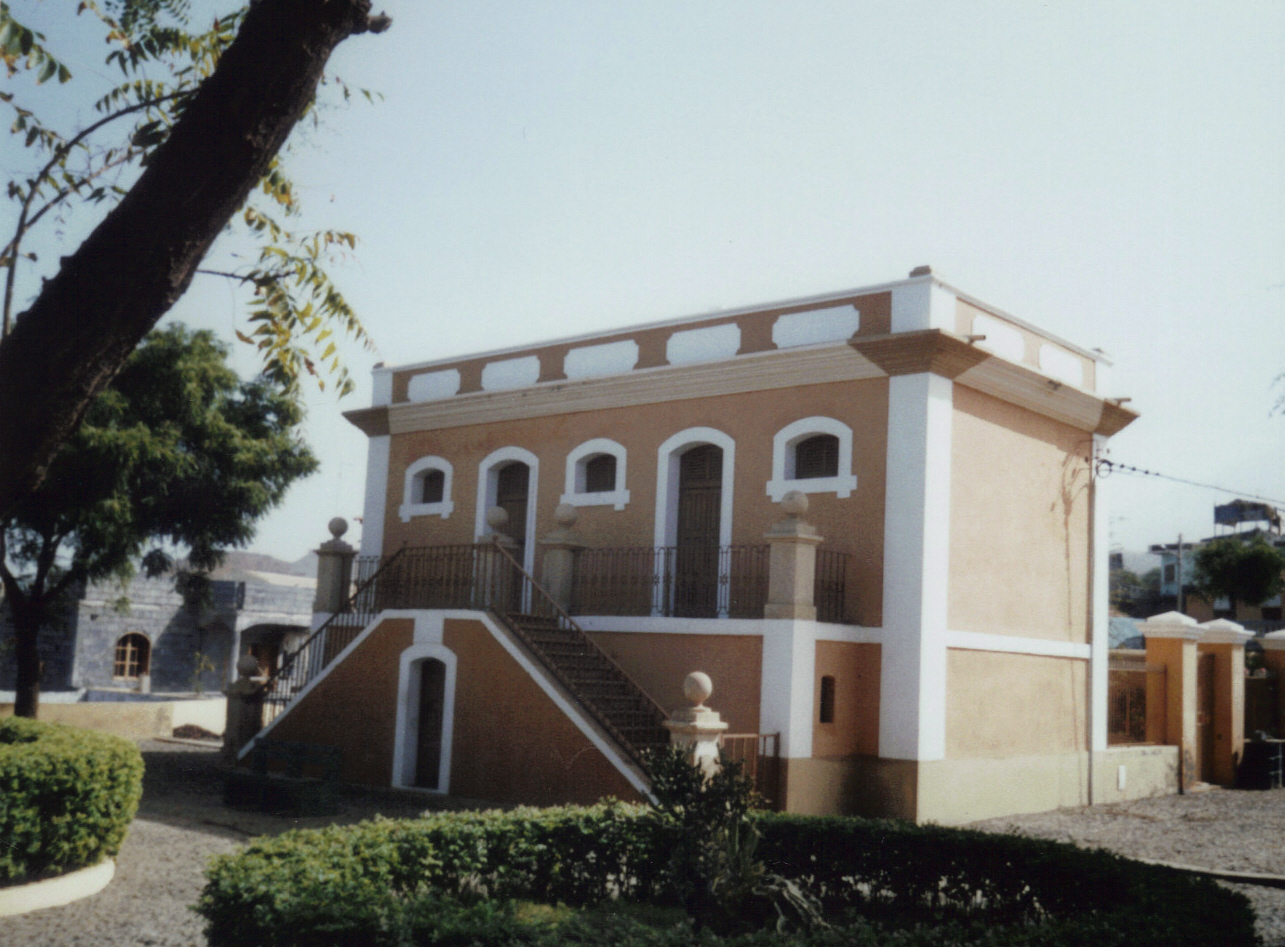
São Filipe
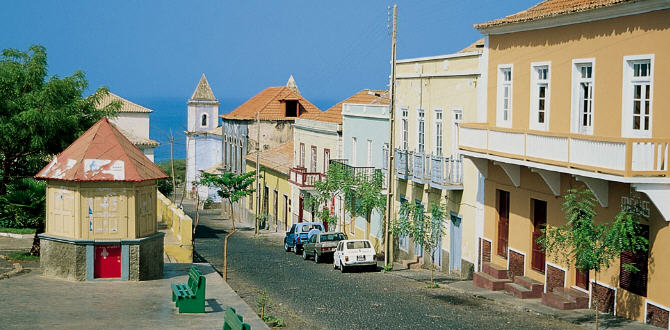
Fogo
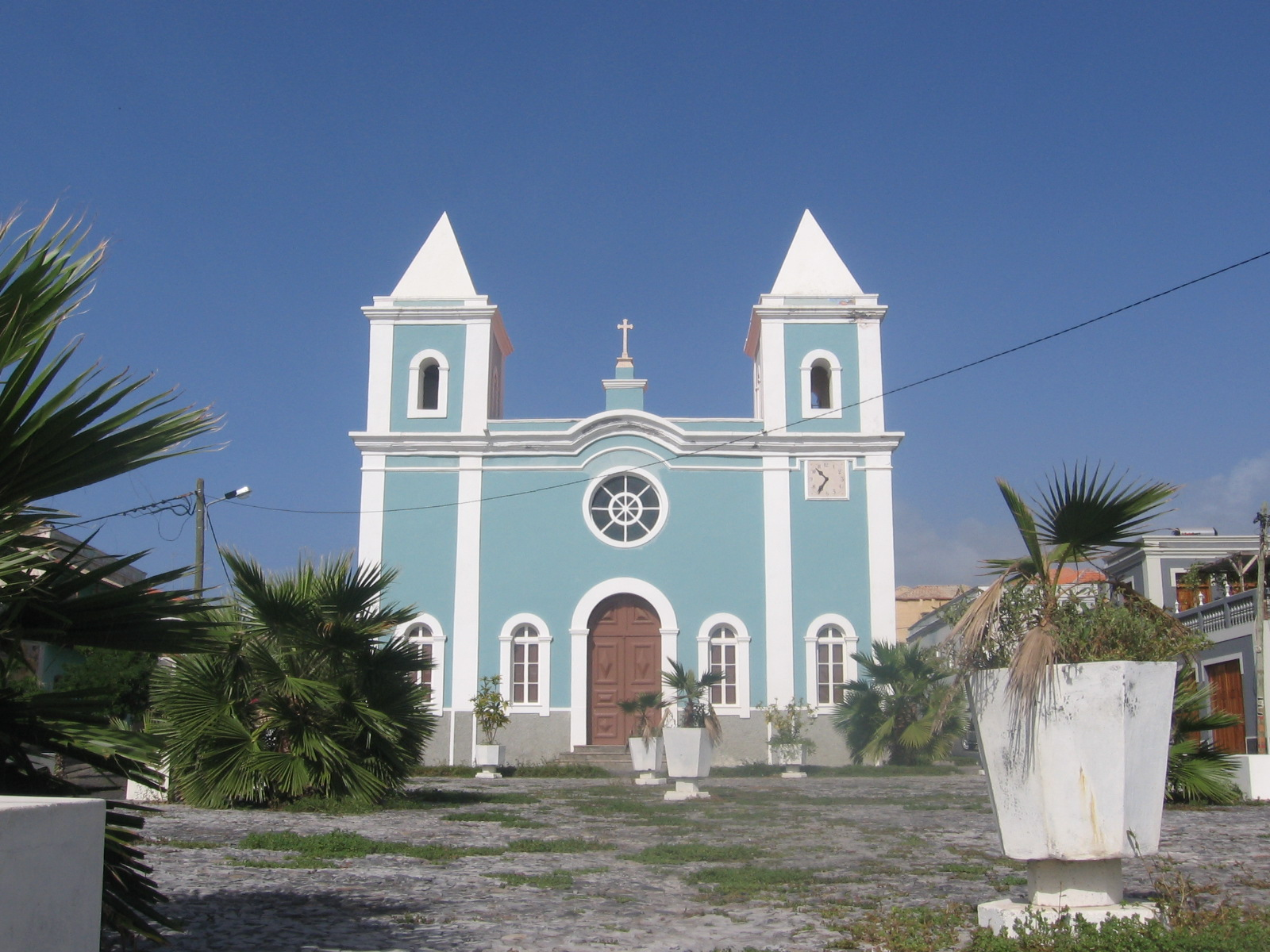
Kerk van Fogo
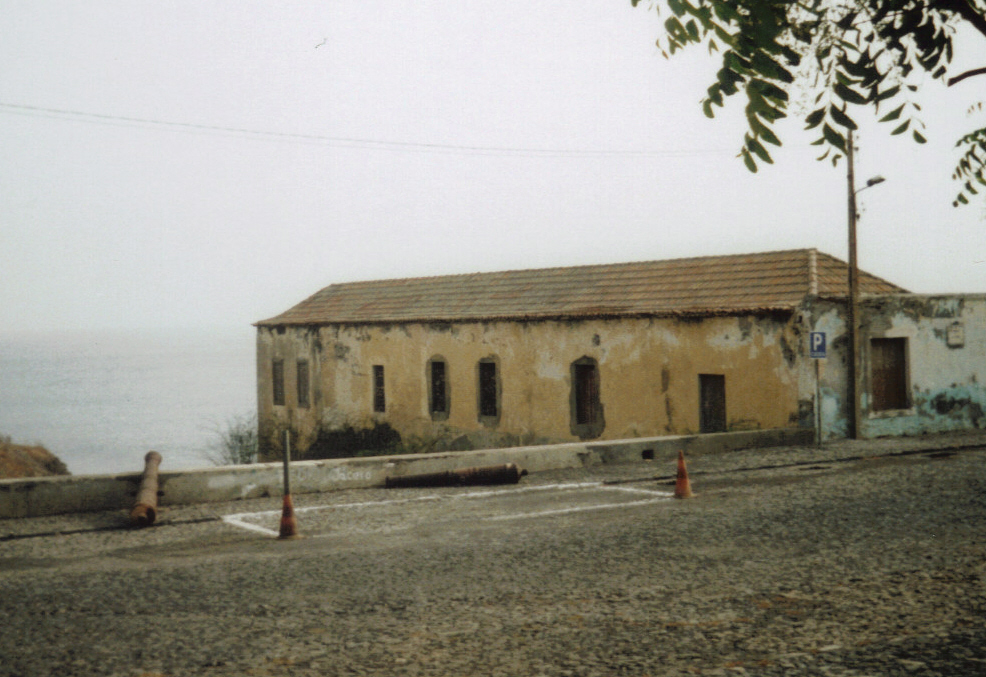
Fogo, Fortaleza
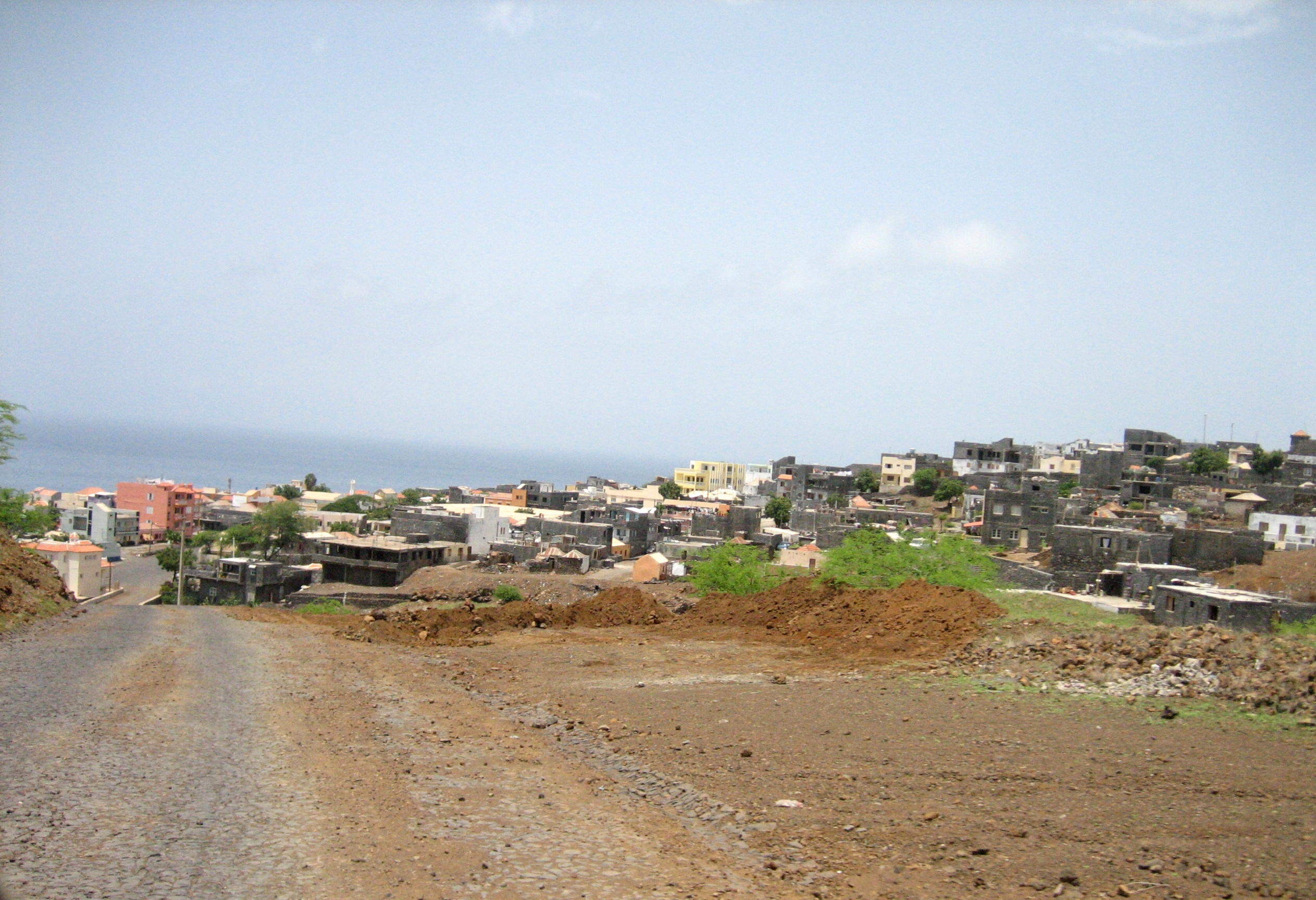
Cabo Verde
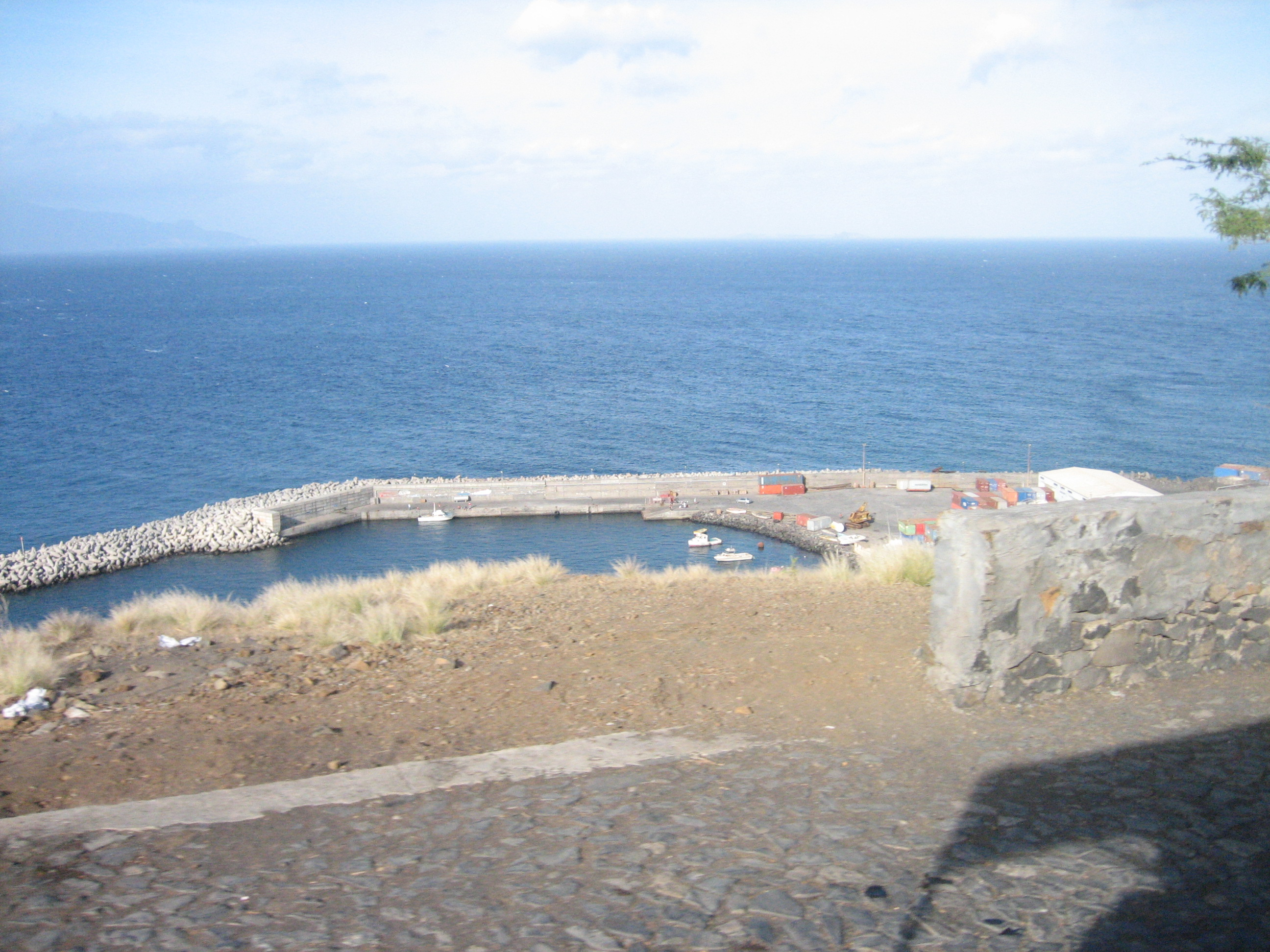
Porto de Vale de Cavaleiros

## Geboren
- Pedro Pires (1934), president van Kaapverdië (2001-2011)